# 常盤橋 (山形県)
常盤橋（ときわばし）は、山形県山形市に存在する、最上川水系須川に架かる橋梁。

## 概要
山形県道51号山形上山線が通過しており、山形市桜田西と片谷地を結んでいる。旧羽州街道の一部である。
現在は鋼鉄とコンクリート造りだが、明治時代には石橋で5連のアーチが特徴の眼鏡橋であり、高橋由一の絵画にも描かれた。

## 沿革

### 明治時代以前
江戸時代には、1752年（宝暦2年）に架橋された坂巻橋があり、土橋であった。坂巻の地名は現在も近隣の坂巻公園や奥羽本線の坂巻跨線橋として存在している。

### 明治時代

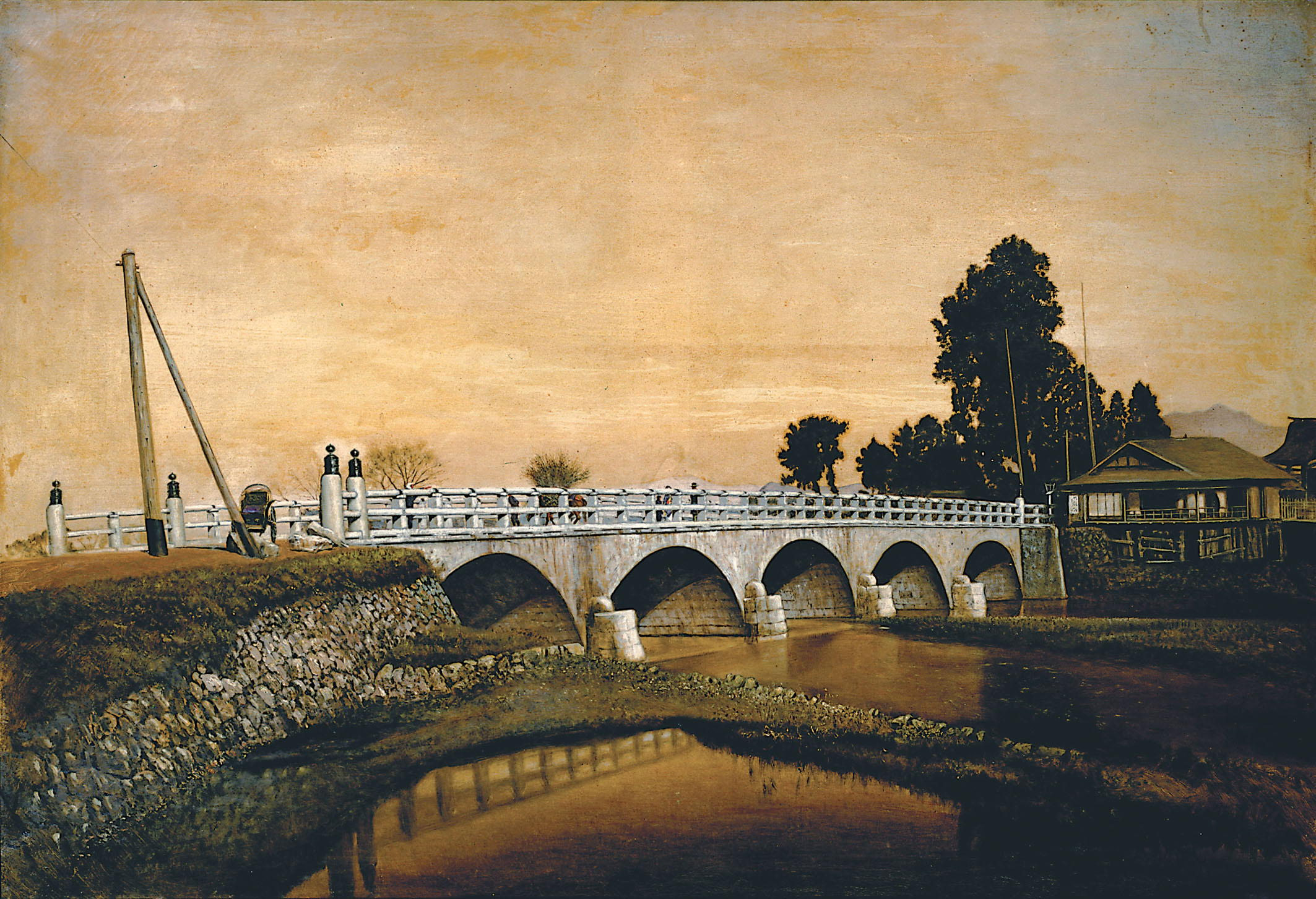
酢川にかかる常盤橋 1881 - 82年頃 東京国立博物館 高橋由一画

明治初期、県令三島通庸による山形県内道路改修工事の一環として整備され、石橋で5連のアーチが特徴の眼鏡橋となった。1878年（明治11年）に計画・架橋され、建設指揮は十等出仕・原口祐之、傭吏・奥野忠蔵、予算1万6千円であった。
後に架橋された福島県内にある信夫橋と同じく御影石で作られ、白く輝く5連のアーチが非常に美しく、五つ目と称された。
1890年（明治23年）に出水で落橋してしまったため、現存していない。落橋の数年後に木橋が架けられ、昭和に入っても使用された。
高橋由一の絵画「南村山郡吉原村新道ノ内酢川ニ架スル常磐橋ノ図」として有名である。絵画になったのは1881年（明治14年）から1882年（明治15年）頃とされる。絵画と同じアングルの写真が残されているが、多くの資料で撮影者は不明とされている。しかし、山形県の記録では絵画を高橋由一、写真を菊池新学に依頼とある。
名称の由来
という金葉集・太夫典侍の歌に因んで命名されたと言われている。
東京日本橋にも同名の石橋（旧奥州街道の基点、名称の由来も同じ）が存在し、同等以上のものが山形に存在するのだと当時の県令三島通庸はアピールした。
道路整備の理由
全国的にも石橋が整備されていない明治初期に、なぜこれほどの道路整備事業が必要だったのか。それは、山形の経済が強く結びついていたのが東京（江戸）ではなく大阪だったことが挙げられる。最上川の水運が発達していて、天下の台所大阪と結ばれていればそれほど困らなかったのだろう。道路網は貧弱だった。
しかし、明治維新政府としては東京集権を果たしたいため、道なき道でしかなかった街道を物流と権威（警察・軍隊）の幹線として整備する必要があったのである。そこで、馬車の通れる幅広い道・丈夫な石橋が作られていったのである。
意匠の美しさは、県令三島通庸と県官吏原口祐之が銀座煉瓦街建設に関わっていた事が大きい。ただ頑丈なだけでは権威が着いてこないことをよく理解していたからである。
そして、明治天皇の東北巡幸が行われた。国家権力の象徴たる天皇が巡幸するにふさわしい街道が必要だったことも理由のひとつである。
当時、山形を訪れた英国人女性イザベラ・バードが語ったことを三島通庸関係文書が伝えている。
当時の英国人から見ても美しい橋だったことがうかがえる。
東京とのつながりが太くなり経済が活発になったことで山形県は発展した。他県では鬼県令といわれた三島通庸が、過酷な税と民権運動の弾圧があったにもかかわらず、山形県では評価が高いのは、この辺が理由である（「金貨が鳴れば悪口もおさまる」ということ）。
すでに東京との街道が整備されていた福島県、鉄道の時代になりつつあった栃木県では、通庸の評価が低いのもうなずける。経済的な恩恵がなかったからである。

### 現在
現在の橋梁は1970年（昭和45年）に架橋された。鋼鉄およびコンクリート製である。2000年（平成12年）、たてのうち橋がやや下流に完成し、山形県道51号山形上山線のバイパスはそちらを通過するようになった。